# Otinotus spatulatus
Otinotus spatulatus är en insektsart som beskrevs av Capener 1953. Otinotus spatulatus ingår i släktet Otinotus och familjen hornstritar. Inga underarter finns listade i Catalogue of Life.